# Afganisztánban történt légi közlekedési balesetek listája
Az Afganisztánban történt légi közlekedési balesetek listája mind a halálos áldozattal járó, mind pedig a kisebb balesetek, meghibásodások miatt történt, gyakran csak az adott légiforgalmi járművet érintő baleseteket is tartalmazza évenkénti bontásban.

## Afganisztánban történt légi közlekedési balesetek

### 1979
- 1979. december 25. A Szovjet Légierő Il–76-os típusú teherszállító repülőgépe hegynek csapódott, miután egy légvédelmi rakéta eltalálta. A gépen tartózkodó 46 katona életét vesztette.[1]

### 1980
- 1980. január 9. A Szovjet Légierő Mi–8-as típusú helikoptere lezuhant, miután egy DSK típusú légvédelmi géppuskával lelőtték.[2]

### 2016
- 2016. május 18., Lashkargah közelében. A Silk Way Airlines légitársaság Antonov An–12 típusú szállító repülőgépe motorhiba következtében, nem sokkal a felszállást követően lezuhant. A gépen tartózkodó 9 fő személyzet tagjai közül csak 2 fő élte túl a balesetet.[3]

### 2018
- 2018. október 31. 09:10. Az afgán hadsereg helikopterét találat érte és lezuhant az ország délnyugati részén. A támadásban 25 afgán katona vesztette életét.[4][5]

### 2020
- 2020. január 27. Deh Jak kerület. Az Amerikai Egyesült Államok Légierejének Bombardier E-11A  típusú felderítő repülőgépe. Az amerikai légierőnek mindössze 4 darab ilyen típusú repülője volt a balesetig. Az áldozatokról, vagy egyéb részletekről nem adtak tájékoztatást.[6]